# Docs in Clouds
Die Docs in Clouds GmbH ist ein Unternehmen für Soft- und Hardwarelösungen im Bereich der Telemedizin mit Sitz in Aachen. Als Spin-Off der RWTH Aachen besteht eine Zusammenarbeit mit Forschungseinrichtungen der Uniklinik der RWTH Aachen. Fachärzte und Ingenieure entwickeln telemedizinische Lösungen für stationäre und ambulante Senioren-Pflegeeinrichtungen, die Palliativversorgung sowie die hausärztliche Versorgung. Neben der Entwicklung von telemedizinischen Produkten ist die Docs in Clouds GmbH regelmäßig an Forschungsprojekten zur Entwicklung von medizintechnischen Innovationen beteiligt. Co-Gründer und Geschäftsführer des Unternehmens ist der Facharzt für Anästhesiologie Michael Czaplik.

## Geschichte
Die Idee, ein telemedizinisches Versorgungskonzept für das deutsche Rettungswesen zu entwickeln, stammt unter anderem von Rolf Rossaint, Direktor der Klinik für Anästhesiologie des Universitätsklinikums Aachen der Rheinisch-Westfälischen Technischen Hochschule Aachen (RWTH Aachen). Nach Jahren der Entwicklung und Forschung wurde im Jahr 2013 die Docs in Clouds GmbH gegründet. Im Jahr 2014 wurde der „Telenotarzt“ nach dem Durchlaufen diverser Forschungsprojekte in den kommunalen Rettungsdienst der Stadt Aachen eingeführt. Bis November 2020 hat Docs in Clouds in Zusammenarbeit mit der umlaut AG in einem gemeinsamen Joint Venture namens umlaut telehealthcare diesem System zum Erfolg verholfen. Das Ministerium für Arbeit, Gesundheit und Soziales des Landes Nordrhein-Westfalen plant, dass bis spätestens Ende des Jahres 2022 in jedem Regierungsbezirk mindestens ein Telenotarzt-Standort den Regelbetrieb aufgenommen hat.
Mit dem Aufkommen der COVID-19-Pandemie im März 2020 ist die Nachfrage an Videosprechstunden und telemedizinischen Lösungen plötzlich gestiegen, sodass das Unternehmen im Laufe des Jahres etwa einhundert TeleDoc-Produkte verkauft und sich personell verdoppelt hat. Neben dem Vertrieb ist die Docs in Clouds GmbH auch Partner in verschiedenen Forschungsprojekten. Als Konsortialführer entwickelt das Unternehmen im Projekt FALKE den Einsatz eines unbemannten Flugsystems zur Sichtung von Verletzten bei Massenanfällen von Verletzten (MANV). Das Projekt wird durch das Bundesministerium für Bildung und Forschung gefördert. Seit 2019 ist Docs in Clouds Teil des Projekts AIDA. Das Akronym steht für Arbeitsentwicklung in der Altenpflege und erforscht die Einführung eines telemedizinischen Notdienst-Konzeptes in der stationären Altenpflege. Das Projekt wird gefördert durch den Europäischen Fonds für regionale Entwicklung (EFRE).

### Docs in Clouds TeleCare GmbH
Für den reinen Vertrieb von Telemedizin in der Pflege und ärztlichen Versorgung hat das Unternehmen im Jahr 2018 die Docs in Clouds TeleCare GmbH gegründet. Das Kernprodukt der Tochtergesellschaft ist das TeleDoc-System. Hierbei handelt es sich um ein medizinisches Rollständersystem zur Durchführung einer Telekonsultation. Über die reine Arzt-Patienten-Kommunikation im Rahmen einer Videosprechstunde hinaus ermöglicht dieses System zusätzlich die Übermittlung von Vitalparametern in Echtzeit an den behandelnden Arzt sowie die Durchführung von delegierten Maßnahmen. Im März 2021 hat das Unternehmen eine webbasierte Anwendung für medizinische Aufklärung und digitale Anamnese entwickelt und auf den Markt gebracht. Die Plattform zielt sowohl auf den Einsatz im Rahmen groß angelegter Impfungen gegen COVID-19 als auch vor anästhesiologischen Eingriffen ab.

## Preise und Auszeichnungen
|      | Bezeichnung Preis                                  | Auszeichnende Organisation                           |
| ---- | -------------------------------------------------- | ---------------------------------------------------- |
| 2015 | Deutscher Telemedizinpreis                         | Deutsche Gesellschaft für Telemedizin DGTelemed e.V. |
| 2016 | Deutscher Preis für Patientensicherheit (3. Platz) | Aktionsbündnis Patientensicherheit e.V.              |
| 2020 | Digital Health Award                               | ZTG Zentrum für Telematik und Telemedizin GmbH       |